# Животије Срба Савић
Животије Срба Савић (Читлук, код Крушевца, 5. август 1921 — Београд, 20. март 1972) био је учесник Народноослободилачке борбе и друштвено-политички радник СФР Југославије и СР Србије. У периоду од 1965. до 1966. године обављао је функцију Републичког секретара за унутрашње послове СР Србије.

## Биографија
Рођен је 5. августа 1921. године у Читлуку, код Крушевца, од оца Миливоја и мајке Кристине Савић, рођене Марковић. Учесник је Народноослободилачке борбе од 1941. године. Био је борац Расинског НОП одреда, и убрзо постао заменик политичког комесара Другог (Теренског) батаљона. Након кадровских промена у Одреду, постаје његов политички комесар и учествује у свим борбама које је Расински партизански одред водио.
Године 1943. ушао је у састав Окружног комитета Комунистичке партије Југославије (КПЈ) за Крушевац, на иницијативу Благоја Нешковића. Између осталих, ту се налазио и Добрица Ћосић, који ће остати Савићев близак пријатељ и у послератном периоду. Животије Савић се од 1944. налазио и на дужности заменика политичког комесара Треће јужноморавске бригаде, а исте године ушао је у састав привременог Оперативног штаба, који је за задатак имао да обједини командовање Другом и Трећом јужноморавском бригадом. Новембра 1944. године је био посланик Антифашистичке скупштине народног ослобођења Србије (АСНОС). Из рата је изашао са чином капетана Југословенске армије (ЈА).
По ослобођењу Југославије, 1945. године, упућен је на рад у Одељење за заштиту народа (ОЗН). До 1948. године био је начелник, најпре Озне, потом Удбе, за Крушевачки округ, да би након тога преузео дужност начелника за Зајечар, где се налазио до 1952. године, када прелази у Београд. Наследио је Војина Лукића на месту начелника Управе државне безбедности (УДБ) за Град Београд, и на тој функцији се задржао до 1961. године, док је у периоду од 1961. до 1965. био на позицији Градског секретара за унутрашње послове Града Београда (начелник београдског СУП-а). У том својству је непосредно руководио и оперативном акцијом „Морава”, која је између 1963. и 1966. године за циљ имала проналажење архиве и документације Драже Михаиловића и његових сарадника. Иако је у једном тренутку представљено да се иза ње крије проналажење злата, као и других драгоцености за које се веровало да су Михаиловић и сарадници сакрили пред крај Другог светског рата, ту тезу је демистификовао Војин Лукић. У читаву акцију су чак укључени били Душан Попов и његов брат Владан, а акција је обустављена на иницијативу управо Војина Лукића и Светислава Стефановића Ћеће.
Савић је од 1965. до 1966. године био Републички секретар за унутрашње послове у Извршном већу Скупштине СР Србије. У данима пре одржавања Четвртог (брионског) пленума ЦК СК Југославије, Савић је, у његово и име Светислава Стефановића Ћеће, написао писмо о оптужбама на рачун Александра Ранковића и Управе државне безбедности као предмету дневног реда, које је потом Војину Лукићу дотурио његов син на београдском аеродрому, вече уочи Пленума.
У периоду Брионског пленума, одржаног јула 1966. године на Брионима, одбио је да оптужи Александра Ранковића због злоупотребе положаја у Управи државне безбедности. На терет му се ставило учешће у озвучивању и контроли одређених државних и партијских руководилаца и да је пред Комисијом Извршног комитета ЦК СК Србије био затворен. Означен као „ранковићевац“, на Шестом пленуму Централног комитета Савеза комуниста Србије, септембра 1966. године, смењен је са функције, искључен из ЦК СК Србије и чланства у Савезу комуниста Југославије (СКЈ) и пензионисан. Против њега и Војина Лукића је у јесен 1966. године покренута и истрага, извесно време су провели и у истражном затвору у Сарајевској улици у Београду, али су убрзо потом аболирани од стране Савезне скупштине СФРЈ, пуштени на слободу и ослобођени кривичне одговорности.
Паралелно са радом у органима безбедности и унутрашњих послова, Савић је био и спортски функционер. Налазио се најпре у управи Фудбалског клуба „Партизан”, а потом је учествовао у оснивању и обављао дужност председника ОФК Београда.
Након смене и пензионисања, време је углавном проводио у својој викендици у Гроцкој, дружећи се са Добрицом Ћосићем.
Преминуо је у Београду, 20. марта 1972. године. Сахрањен је на Новом гробљу у Београду.
Носилац је Партизанске споменице 1941. и других југословенских одликовања, међу којима су — Орден заслуга за народ са златном звездом, Орден Републике са сребрним венцем, Орден братства и јединства са сребрним венцем, Орден за храброст и Орден партизанске звезде са пушкама. Имао је чин потпуковника ЈНА у резерви.

## Видите још
- Брионски пленум ЦК СКЈ